# Skywarn Austria
Skywarn Austria ist ein gemeinnütziger Verein, der sich der Wetterbeobachtung und Unwettermeldung widmet. Das zugrunde liegende Prinzip von Skywarn entstand in den 1970er-Jahren in den USA, wo die Notwendigkeit einer frühzeitigen und gezielten Warnung der Bevölkerung vor Unwettern, insbesondere konvektiven Wetterereignissen wie Tornados, erkannt wurde. Trotz moderner Technik wie Doppler-Radar oder Wetterballons lassen sich Hagel, Downbursts oder Tornados bis heute nicht exakt vorhersagen. Um diese Lücke auch in Österreich zu schließen, etablierte Skywarn Austria die ehrenamtliche Tätigkeit von Wetterbeobachtern (Spottern) und Stormchasern (Sturmjägern).

## Über den Verein Skywarn Austria

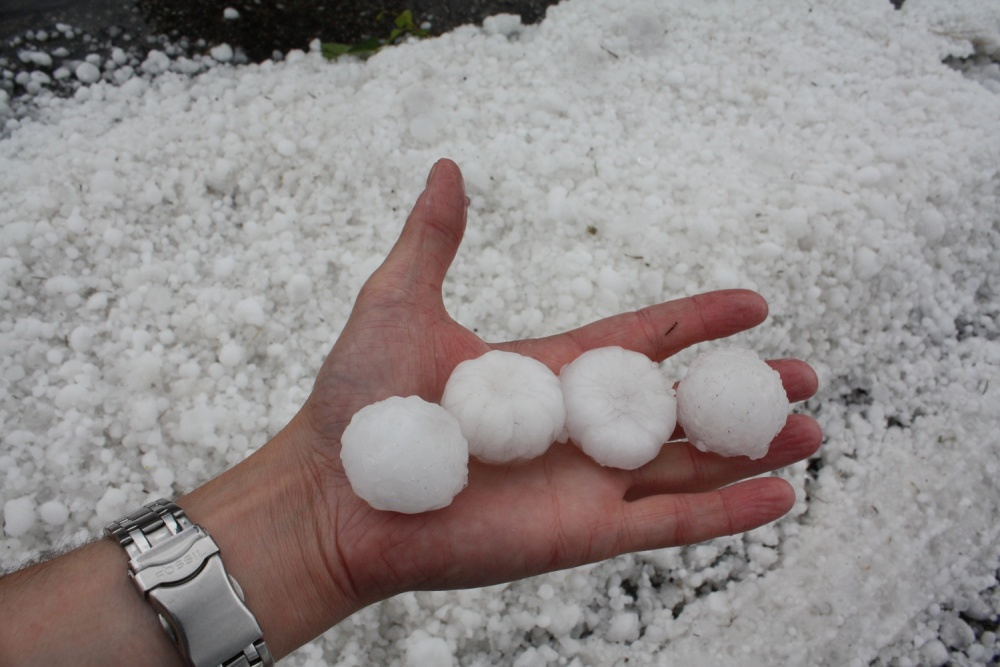
Große Hagelschloßen

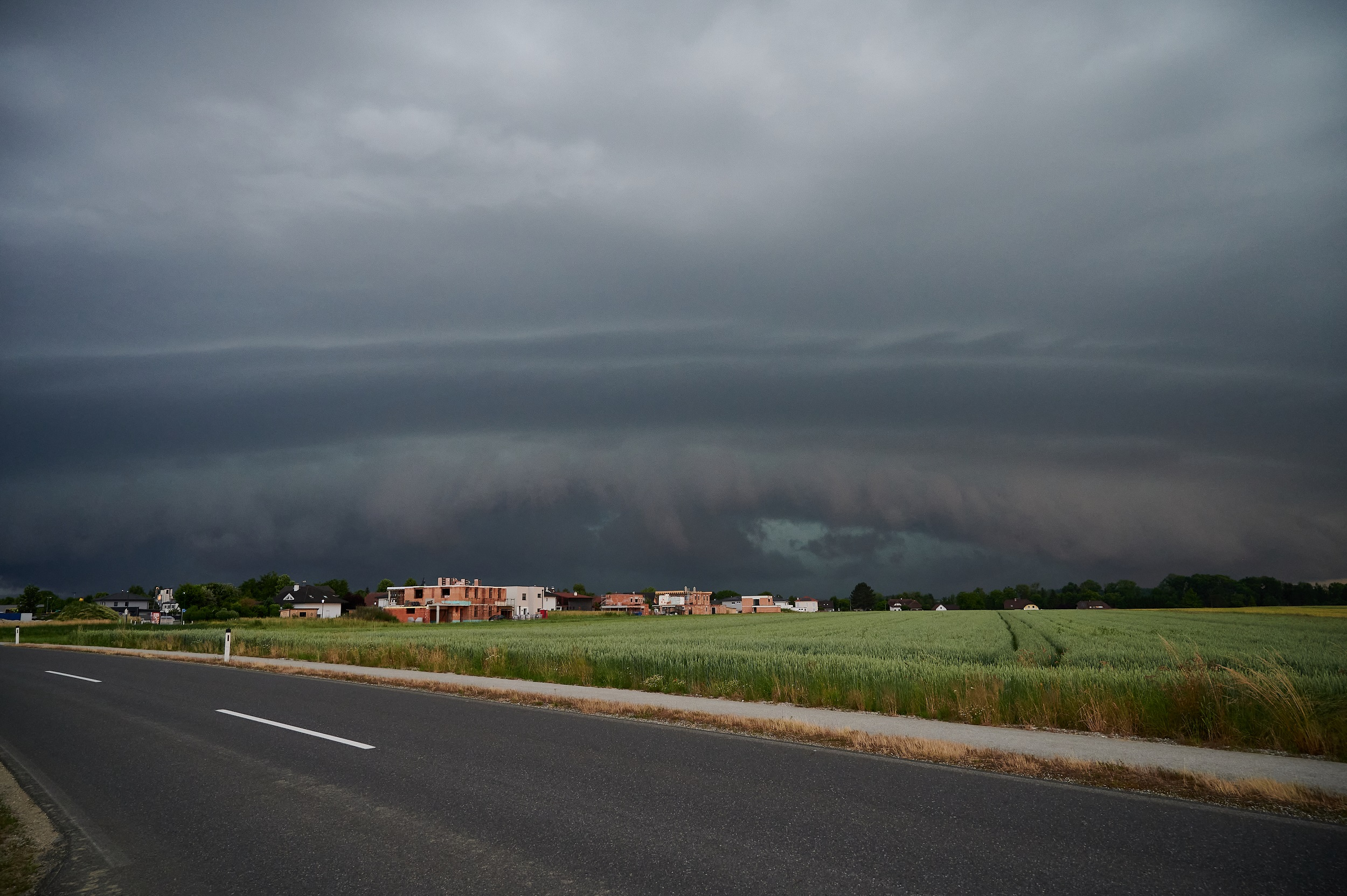
… dem Unwetter entgegen

Skywarn Austria ist der erste ehrenamtliche österreichische Verein für Wetterbeobachtung und Unwettermeldung.
Unterteilt werden seine aktiven Mitglieder in Wetterbeobachter (Spotter), und Chaser (Sturmjäger).
Während Beobachter meist nur an einem speziellen Ort ein Unwetter verfolgen, diese dokumentieren und gegebenenfalls wichtige Meldungen an den Skywarn Live Monitor (SLM) mittels Internet, Telefon oder Amateurfunk weitergeben, jagen Sturmjäger mit Fahrzeugen gezielt den Unwettern hinterher – manchmal bis zu 1000 km pro Tag – um besonders gefährlich erscheinende Unwetter näher zu beobachten und dokumentieren.
Nicht selten begeben sie sich auch in das Gebiet der heftigsten Turbulenzen (Aufwindbereich) direkt vor dem Kern des Gewitters und berichten in Echtzeit über das Geschehen. Wenn extreme Wetterphänomene auftreten, benachrichtigen die Mitglieder von Skywarn Austria Wetterdienste, Radio- und Fernsehanstalten und Einsatzorganisationen. Wichtige Beobachtungen können dann von den Medienpartnern und den Wetterdiensten innerhalb weniger Minuten in Form von Warnungen an die betroffene Bevölkerung weiterleitet werden. Auch werden diese auf der Vereinshomepage veröffentlicht. Gemeldet wird bei Skywarn Austria, im Gegensatz zu manchen privaten Wetterdiensten, ausschließlich der „Ist-Zustand“ (zum Beispiel: „Der Hagelschauer ist jetzt hier über Ort A und zieht in Richtung B“), der von den Chasern und Spottern durch selbst wahrgenommene Beobachtung gemeldet wird.
Durch dieses Qualitätskriterium erlangen die Meldungen eine hohe Verlässlichkeit und Präzision. Dadurch kann vermieden werden, dass Personen vollkommen unvorbereitet und ohne Vorwarnung von Unwettern überrascht werden und Verletzte oder gar Tote zu beklagen sind.
Gleichzeitig werden die Unwetter in jeder Phase ihrer Entwicklung mittels Foto- und Videokamera festgehalten. Dadurch werden wertvolle Informationen für die Forschung (European Severe Storms Laboratory) (ZAMG / GeoSphere Austria) gewonnen. Aber nicht nur die Warnung der Bevölkerung durch offizielle Wetterdienste vor gerade stattfindenden Unwettern ist das Ziel des Vereins: Durch Bewusstseinsbildung können Menschen auch verstehen, welche Katastrophen Unwetter auslösen können, wie diese aussehen, d. h. wie man sie erkennen kann, und besonders, wie man sich davor schützen kann.
Da Österreich ein Alpenland ist und das Straßennetz in manchen Regionen oft unzureichend dicht ist, ist es für die Chaser des Vereins immer wieder eine Herausforderung, inneralpin schwere Unwetter zu verfolgen und zu dokumentieren, ohne sich selbst in größere Gefahr zu begeben. So erklärt sich auch eines der wichtigsten Prinzipien von Skywarn Austria: „Ein guter Chaser bleibt immer trocken!“ Dies bedeutet, dass man nach Möglichkeit sogenannte Corepunch-Ereignisse vermeidet, d. h. sich nicht in das Gebiet der stärksten Niederschläge begibt, wo neben Überflutungen auch großer Hagel oder sogar im direkten Nahbereich Tornados zu befürchten sind. Auch birgt das Gebirge beim Chasen nicht zu unterschätzende Gefahren; zum Teil ist die Sicht in Tälern sehr eingeschränkt, so dass herannahende Gefahren wie Blitzfluten, Downbursts und Felsstürze nicht rechtzeitig erkannt werden können.

## Aufgaben und Ziele
Aufgaben:

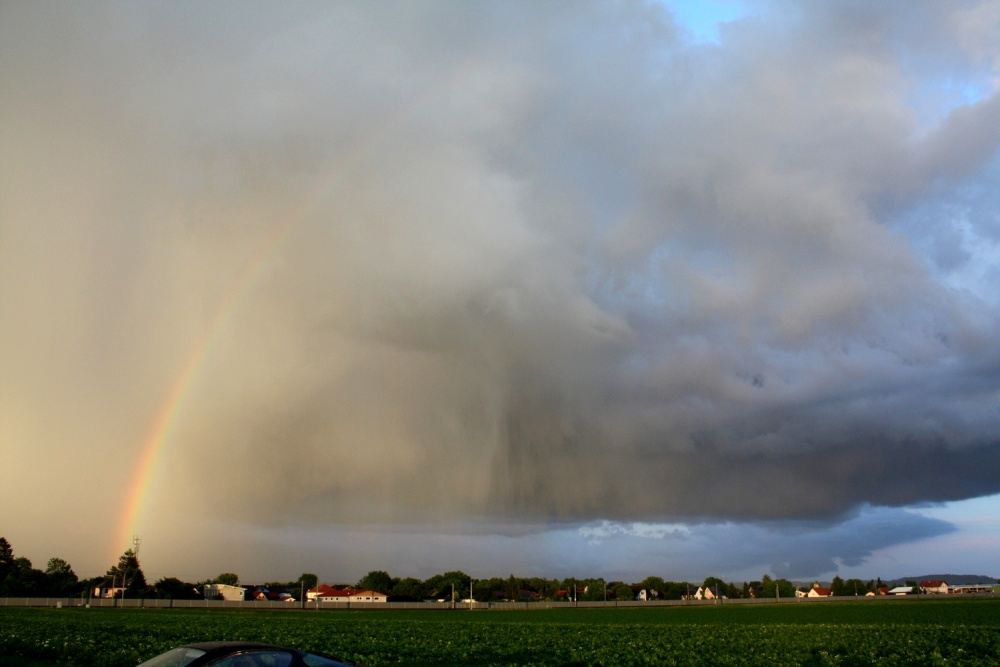
Faszination Wetter

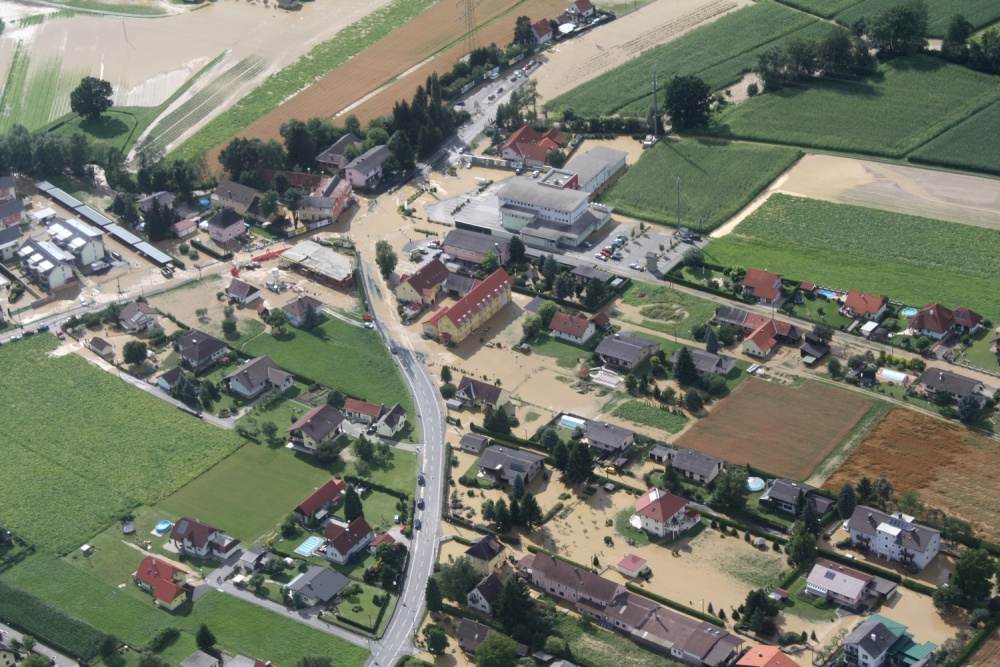
Überflutung nach Starkregen

- Wetterbeobachtung: Beobachtung und Dokumentation von Unwettern und deren Erscheinungen
- Unwettermeldung: Melden von gefährlichen Unwetterereignissen
- Schadenanalyse: Dokumentation und Analyse wetterbedingter Schäden

Ziele:
- Ausbau des Unwetterbeobachtungsnetzwerkes in Österreich
- Stetige Weiterentwicklung des hauseigenen Meldesystems
- Zusammenarbeit mit Wetterdiensten, Katastrophenschutzeinrichtungen und Medien[2]

### Zusammenarbeit
Skywarn Austria hat sich in den vergangenen Jahren nicht nur in der nationalen und internationalen Wetterszene einen Namen gemacht. Durch die große Zahl geschulter, ehrenamtlich agierender Mitglieder setzen mittlerweile auch zahlreiche Organisationen und Unternehmen auf eine Zusammenarbeit mit Skywarn Austria.
Wetterdienst und Katastrophenschutz:
- GeoSphere Austria vorm. ZAMG (Zentralanstalt für Meteorologie und Geodynamik) - staatlicher Wetterdienst Österreichs: Wetterwarnungen, Forschung
- Austro Control - Österreichische Gesellschaft für Zivilluftfahrt: Wetterwarnungen für den Flugbetrieb
- Landeswarnzentralen, so etwa jene für Niederösterreich[3] und Steiermark

Wissenschaft:
- ESSL (European Severe Storms Laboratory) (insbesondere ESWD) - Forschung/Fallbeispiele und Archivierung
- ESN (European Skywarn Network) - Forschung/Fallbeispiele und Koordinierung des internationalen Skywarn-Netzwerks
- BOKU (Universität für Bodenkultur Wien) - Analyse und Dokumentation von Flur- und Waldbränden

Medien:
- ORF (Österreichischer Rundfunk) - Öffentlich-rechtliches Fernsehen: Öffentlichkeitsarbeit und Dokumentationsmaterial
- ATV (Austrian Television) - Privatfernsehen: Öffentlichkeitsarbeit und Dokumentationsmaterial
- Antenne Steiermark Radiosender: Wetterwarnungen und Öffentlichkeitsarbeit
- Kleine Zeitung - Öffentlichkeitsarbeit und Dokumentationsmaterial

Weitere Bereiche:
- ÖVSV (Österreichischer Versuchssenderverband) - Interessensvertretung der Funkamateurinnen und Funkamateure in Österreich: Zusammenarbeit
- AWEKAS (Automatisches Wetterkartensystem) - Eines der größten privaten Wettermessnetze (Automatisches Wetterkartensystem)[4]
- Österreich forscht - österreichische Online Citizen Science Plattform

## Geschichte

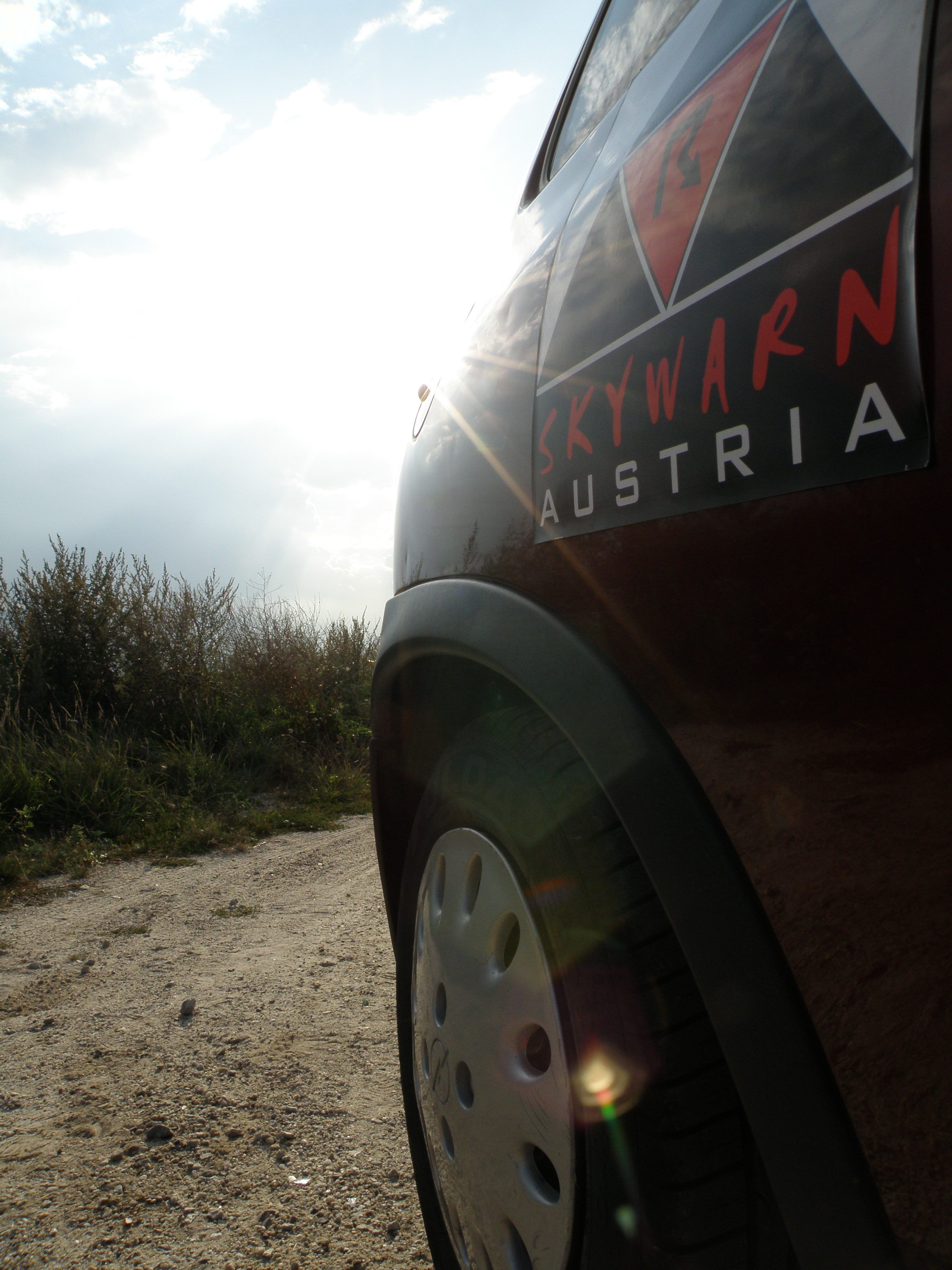
Chasing-Car

Im Jahr 2003 entstand neben Skywarn Schweiz und Skywarn Deutschland auch in Österreich ein Verein für mobile Unwetter-Früherkennung – Skywarn Austria. Im selben Jahr gelang es, Partnerschaften mit dem Unwetter-Kompetenzzentrum TorDACH und seinem internationalen Nachfolger ESSL herzustellen. 2004 wurde erstmals der „operationelle“ Betrieb in der Hauptsaison aufgenommen. Zahlreiche ehrenamtliche Wetter-Beobachter bzw. Chaser hatten sich dem Verein angeschlossen und unterstützen seine Prinzipien und sein Frühwarnmeldenetz.
In den folgenden zwei Jahren ergaben sich wichtige Partnerschaften mit nationalen Wetterdiensten, wie dem Flugwetterdienst Austro Control oder der Zentralanstalt für Meteorologie und Geodynamik (ZAMG) oder Meteomedia Österreich (der späteren Ubimet). Im Jahr 2005 wurde ATV der erste große Medienpartner des Vereins, auch Radioanstalten und andere Medien zeigten Interesse an der Idee von Skywarn Austria.
Mit der Einstellung der statistischen Aufzeichnungen und Analysen von Unwetterereignissen in Österreich durch TorDACH Österreich (Nachfolger nur auf europäischer Basis ist ESSL mit deren ESWD) wurden diese privat von mehreren Skywarn-Mitgliedern im Rahmen des nationalen Projekts unwetterstatistik.at weitergeführt.
Seither hat sich nicht nur das mediale Interesse rund um Skywarn Austria verstärkt. Das Netz an ehrenamtlichen Unwetterbeobachtern und Stormchasern hat sich seit diesem Datum stark vergrößert, derzeit hat der Verein deutlich mehr als 100 ehrenamtliche Mitglieder österreichweit. Hinzu kommen noch eine Vielzahl mehr oder minder aktive, allesamt freiwillige Melder/Beobachter, die im Skywarn Austria Forum registriert sind.

## Die Arbeit
Nachfolgend eine Beschreibung eines typischen Ablaufs, wie die ehrenamtlichen Chasing/Spotting-Tätigkeiten der Vereinsmitglieder während einer klassischen Unwetterlage ablaufen.

### Vorbereitung
Es fängt mit dem täglichen Hören des Wetterberichts und dem Ansehen der neuesten Wettermodell-Läufe im Internet an. Wenn das Wetter der kommenden Tage eine Neigung zu Schwergewitter- oder generell Unwetterlagen aufweist – angekündigte Fronten, Gewitter, Unwetter – kommt der nächste Schritt: Die Mitglieder von Skywarn Austria informieren sich über Labilität, Taupunkte, Windrichtungen und weitere Wetterwerte, um zu entscheiden, wo Unwetter in Österreich am wahrscheinlichsten sind. Eine Einschätzung der Wetterlage und ein Schwergewitter-Forecast (eine Vorhersage von Unwettern) erfolgen durch ein eigenes Team, welches einige Mitglieder des Vereins bilden. Diese Schwergewitter-Prognosen werden auch auf der Vereinshomepage sowie den sozialen Medien öffentlich zugänglich veröffentlicht. Auf das gewarnte Gebiet richtet sich dann die Hauptaufmerksamkeit von Chasern und Spottern.
Nun wird die Ausrüstung (Kameras, Windmesser, Notfallausrüstung etc.) vorbereitet und die Vereinsmitglieder verabreden sich zu Chasing-Teams. Es wird entschieden, in welche Region man sich begibt, um am günstigsten Unwetter beobachten zu können.

### Chasing
Während sich die ersten Unwetterherde entwickeln, beginnt nun langsam die „wirkliche“ Arbeit der ehrenamtlichen Sturmjäger des Vereins. Mit dem Auto geht es dem Unwetter entgegen. Bei Skywarn Austria sind die Chasing-Teams mit Notebook und mobilem Internet ausgestattet, um die Situation auch an Messstationen, Radar und Satellitenbildern genau verfolgen zu können. Insbesondere bei der Jagd selbst und bei der Annäherung an Gewitterzellen steht der Chaser unter großem Zeitdruck. Deshalb greift Skywarn Austria auf mobile App-Anwendungen und den Skywarn Live Monitor zurück, der von Hobbymeteorologen des Vereins besetzt ist und diese die Chaser gegebenenfalls durch turbulente Situationen führen und eine beratende Rolle übernehmen. Die mobilen App-Anwendungen dienen zum sofortigen Weiterleiten wichtiger Veränderungen in der Atmosphäre und beobachteten Unwettermeldungen. Bei extremen Wettererscheinungen kann auch ein direkter telefonischer Kontakt zu Medien, Katastrophenschutz- und Wetterdiensten hergestellt werden, da zum Beispiel im Fall eines Tornadoereignisses Sekunden zählen, um die Bevölkerung noch rechtzeitig vor dem Ereignis warnen zu können. Eine zusätzliche Rückfallebene bilden die vereinseigenen Funkamateure die auch beim Versagen der herkömmlichen Kommunikationswege Verbindung untereinander halten und Informationsweiterleitung betreiben.
Zusätzlich werden diese Unwetter-Ereignisse mittels Foto und Film festgehalten. Auch eine Protokollierung der Ereignisse ist wichtig, da das Material für spätere Analysen und Fallstudien herangezogen werden kann.

### Nacharbeiten
Meist hinterlassen heftige Wetterereignisse ihre Spuren, egal ob Hagelschneisen, Sturmschäden, Überflutungen oder ähnliches. Diese werden von den Unwetterexperten des Vereins auf wissenschaftlichem Niveau erfasst, genauestens dokumentiert und dienen statistischen Zwecken und für weiterführende Forschungsprojekte der professionellen Wetterdienst-Partner. Auch die Information der Bevölkerung über den Verein Skywarn Austria und seinen ehrenamtlichen Tätigkeiten wird hier wahrgenommen.

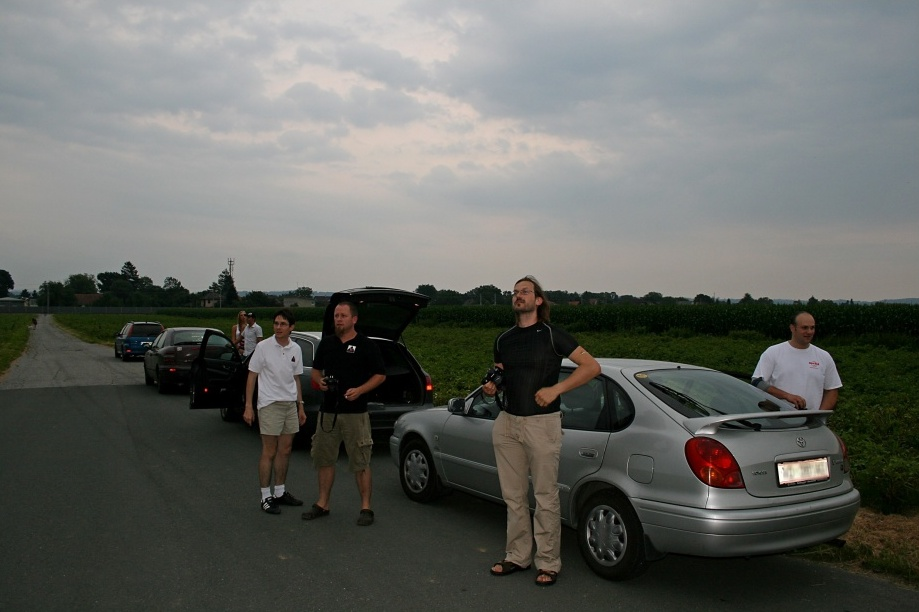
Ein SKYWARN Chasing-Team
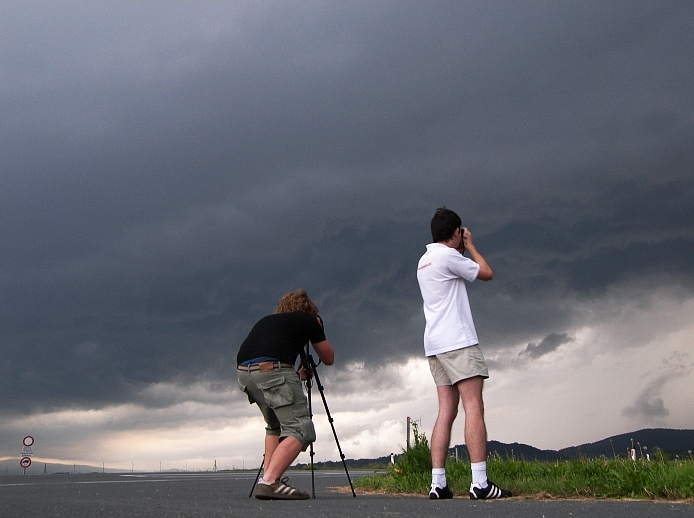
Wetterbeobachtung
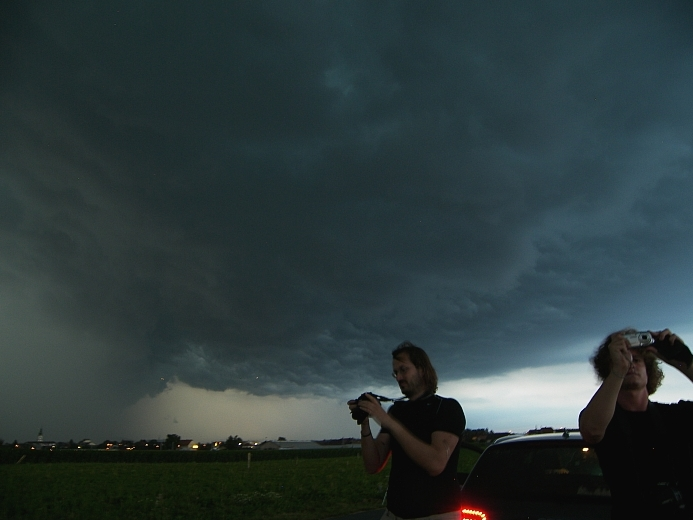
Dokumentation einer Superzelle
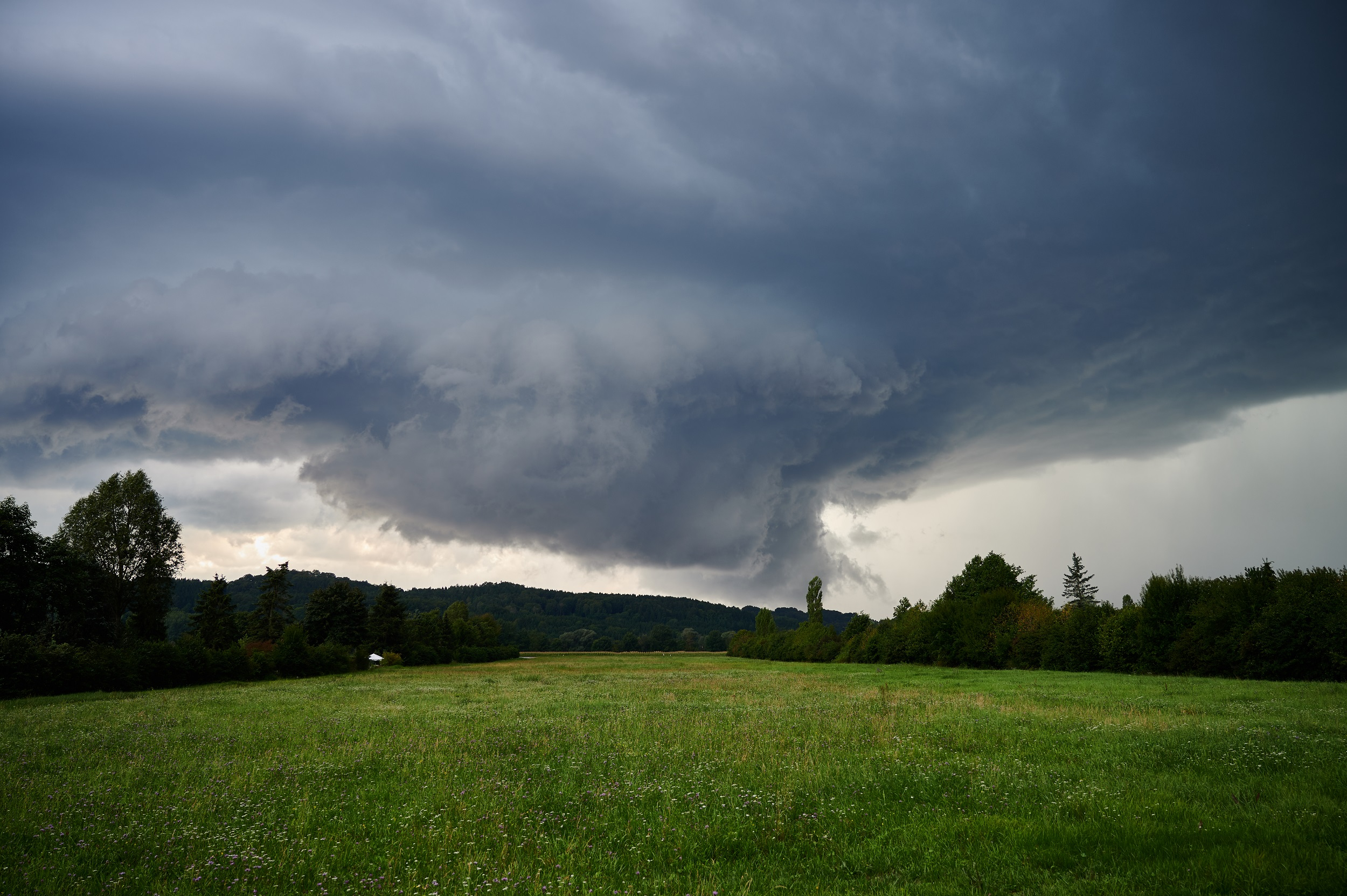
Superzelle samt Wallcloud bei Fürstenfeld
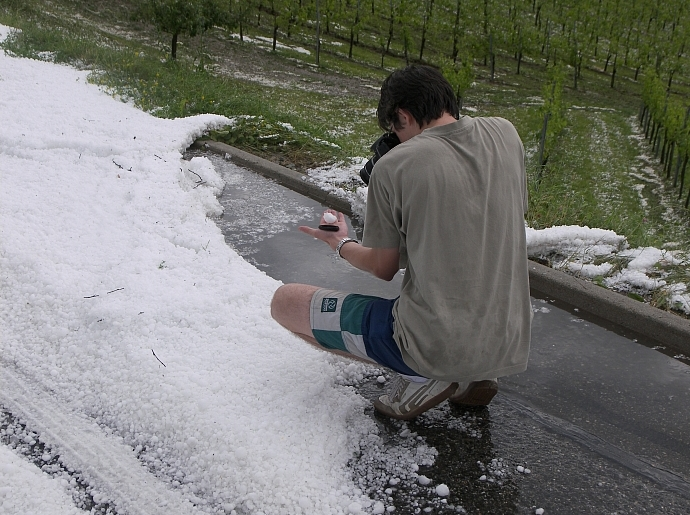
Dokumentation einer Hagelschneise
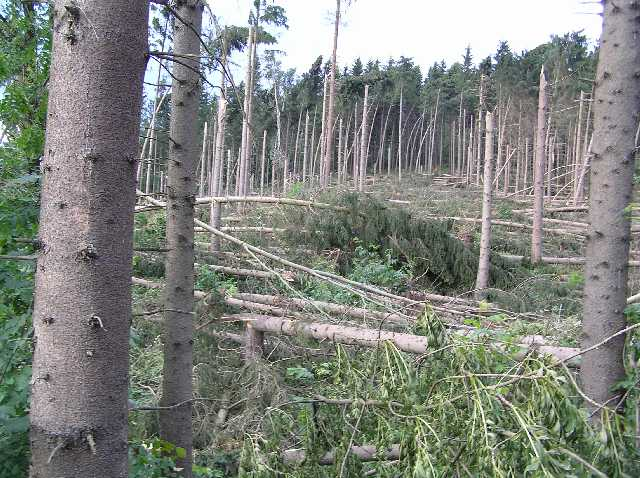
Schadensanalyse nach Stürmen